# Amadea Paleóloga de Montferrato
Amadea Paleóloga de Montferrato (ca. 1420-1440), fue la reina consorte de Chipre, como esposa del rey Juan II de Chipre.
Amadea era la hija del marqués Juan Jaime de Montferrato y Juana de Saboya, hija del conde Amadeo VII de Saboya.
El 3 de julio de 1440, Amadea se casó con Juan II de Chipre, hijo de Jano de Chipre y su segunda esposa Carlota de Borbón-La Marche y coronada reina. La boda se celebró por poderes en 1437 y la novia llegó a Chipre en junio de 1440. El matrimonio es el resultado del interés de los Paleólogo por el mediterráneo oriental.
Tras el matrimonio por poderes en 1437, Amadea se convirtió en reina consorte de Chipre, Jerusalén y Armenia. La coronación tuvo lugar en la iglesia de Santa Sofía, en Nicosia el 3 de julio de 1440.
Amadea fue reina consorte solo por un corto período, pues murió de repente dos meses después del matrimonio, y no tuvo hijos. Fue enterrada junto a la reina Carlota en el convento de San Domenico.
El rey, que necesitaba un heredero al trono, se casó menos de dos años después con Helena Paleóloga, que dio a luz una hija, Carlota de Chipre.